# La piccola canonichessa
La piccola canonichessa (titolo originale:  La petite chanoinesse) è un romanzo del 1917 di Delly, celebre pseudonimo dei fratelli Jeanne-Marie e Frédéric Petitjean de la Rosière che così firmarono molti romanzi rosa.
I romanzi di Delly furono estremamente popolari fra gli anni dieci e gli anni cinquanta del 1900; alcuni di essi si collocano fra i più grandi successi editoriali dell'epoca.

## Trama
Il conte Ruggero di Chancenay, in vacanza sul suo yacht in Italia con amici e la bella Sari, una giovane ungherese che corteggia per divertimento, riceve dalla nonna un telegramma, che gli comunica la morte di una lontana parente nel Giura. Ruggero parte per occuparsi del funerale e dei beni della defunta, signora di Valheuil, che non ha altri parenti stretti, ma che è stata una buona cristiana caritatevole, amata da tutto il villaggio e buona amica della signora di Prexeuil e delle sue due nipoti, Batilda ed Elisa di Valromée.
L’affascinante e mondano conte Ruggero si innamora a prima vista della bellissima Elisa, ma un enorme ostacolo gli si para davanti: l’anziana prozia di Elisa, la signora di Prexeuil, disgustata dalla pessima condotta verso le mogli del cognato prima e del nipote, padre di Elisa, qualche anno più tardi, ha sviluppato odio e diffidenza verso il genere maschile ed ha convinto la nipote Batilda e la bisnipote Elisa ad accettare il titolo di canonichesse di un capitolo tedesco, al quale essa stessa fa parte. Le tre canonichesse vivono perciò isolate dal mondo, dedite ad atti di beneficenza ed alla preghiera; Elisa non ha mai conosciuto uomini giovani del suo ceto che potessero farle la corte, perciò rimane turbata dagli sguardi ardenti del conte, se ne innamora ed accetta la proposta di matrimonio che Ruggero le fa dopo solo pochi giorni di conoscenza, salvo approvazione della prozia.
Ovviamente la zia non solo si oppone fermamente al matrimonio di Elisa, adducendo come motivazione la passata condotta del conte, noto personaggio mondano frivolo e dedito ai divertimenti, ma riesce a strapparle la promessa di non sposarsi mai. Elisa, delusa e mortificata, sentendo dentro di sé di non poter più amare nessun uomo e di non poter più concedere la sua fiducia a Ruggero, respinge il fidanzato, che deve ritornare a Parigi deluso ed arrabbiato, ma ogni giorno sempre più innamorato di Elisa. Nella capitale incontra ancora Sari e comincia a sospettare della madre di lei, in quanto la crede coinvolta nello spionaggio tedesco verso la Francia. 
La guerra è alle porte e Ruggero di Canchenay, ardente patriota e discendente di nobili guerrieri, è tra i primi ad arruolarsi per difendere l’amata Patria dall’invasore. I suoi atti di coraggio non si contano, la sua carriera militare è rapida e meritata, i suoi uomini lo amano e gli obbediscono ciecamente in quanto stimano il suo valore e la sua integrità.
Intanto Elisa di Valromée, abbandonato il titolo di canonichessa, in quanto proveniente da una nazione nemica, lavora con le zie per assistere i poveri; la ferita al cuore non è mai guarita e la ragazza si consuma lentamente nel ricordo di Ruggero. La sua salute ne risulta così compromessa, che la prozia segue il consiglio del medico e la allontana dal Giura, portandola con sé a casa di una parente, la signora di Baillans, nel Béarn. La signora di Baillans dirige insieme alla figlia una casa di convalescenza per i feriti di guerra, dove viene fortunosamente ricoverato il conte Ruggero, ferito al braccio in una intrepida azione al fronte.
I due giovani possono così incontrarsi sotto gli occhi più benevoli della signora di Baillans e della figlia, che trovano perfetto il giovane ufficiale per la piccola Elisa e che riescono infine a convincere la vecchia e malata prozia di Prexeuil a premettere il loro matrimonio. Il coraggio ed il patriottismo del giovane eroe di guerra riscattano la sua passata frivola condotta agli occhi della ex canonichessa, che concede alla nipote la sua benedizione.
Sari e la madre, scoperte nella loro attività di spionaggio, devono lasciare la Francia in tutta fretta, ma la bella ungherese non dimenticherà il disprezzo mostratole dall’unico uomo che era riuscita ad amare veramente.